# れでぃ×ばと!
『れでぃ×ばと!』（Ladies versus Butlers!）は、上月司による日本のライトノベル。イラストはむにゅうが担当。電撃文庫（メディアワークス→アスキー・メディアワークス）より2006年9月から2012年3月まで刊行された。また、電撃文庫MAGAZINEでの小説の定期掲載がされていた。
メディアミックスとして、猫屋敷ねこ丸によるコミカライズが『電撃萌王』（アスキー・メディアワークス）2008年6月号から12月号まで連載された。2009年9月にはドラマCD化され、2010年1月から3月までテレビアニメも放送された。

## あらすじ
小学生の頃、両親が事故死して叔父の家に引き取られた日野秋晴は、ある日テレビで見かけた元女子校で超名門高校・白麗陵学院に新設された従育科コースへの編入を決意、試験に合格して入学を果たす。しかし、目つきの悪さ、左眉の傷跡、逆立てた茶髪、耳の三連ピアス（安全ピン）というヤンキーな外見で、生徒達を怖がらせてしまう。
そんな中、秋晴は小学生の頃の同級生で数々のトラウマを作らせたトラウマメーカーの腹黒娘・彩京朋美と再会する。また、イギリスの名門貴族の直系にあたる美少女・セルニア=伊織=フレイムハートからは、その外見から不審者と誤解され、追われる破目になる。それでも秋晴は少しずつ学校に慣れ、彼を取り巻く人間関係も徐々に変化していく。

## 登場人物

### 主要人物
日野 秋晴（ひの あきはる）
声 - 興津和幸 / 田中晶子（幼少時代）
本作の主人公。白麗陵学院高等部1-C従育科所属。右耳に安全ピンを3つ着けており、それぞれに意味がある。見た目は完全にヤンキーだが、中身は家庭的かつ若干ビビリで、女心にも疎い朴念仁。反面、変な所で鋭い。子供の頃に朋美にトラウマを植え付けられまくった為、彼女には頭が上がらない。転入以降、諸々の事故や誤解で女の敵と見なされているが、その人柄等から好意を寄せる者も多い。
その外見のせいか、当初は女子生徒には目を合わせただけで失神された。また一度安全ピンを取って髪を黒く染め直し、前に下ろした時は深閑以外は誰も秋晴だと気づかずかなりヘコんでいた（その深閑も一目見ただけでは解らず、声を出してようやく解ったほど）。
両親が事故死して一時叔父の家に引き取られていたが、叔父夫婦が自分を引き取ったのは遺産目的だった事に嫌気がさし、早く経済的に独立したいという理由で白麗陵学院に編入した 。父に教えられたチェスの腕前は高く、セルニア親子（2人ともそれほど強くない）が束になっても敵わない。
下戸で、小学3年生の頃にはチョコレートボンボンに含まれるアルコール成分で酔ったり、甘酒で酔って同級生を泣かせたりした（朋美談）。フレイムハート邸での研修ではワインに酔いセルニアを外見で褒めて押し倒した末、ぐっすり寝込んでしまった。彩京邸に招かれた時には朋美の父・琢巳に呼び出されて酒を飲み翌朝には琢巳が怖がっていた。
男としての威厳を保つ為、キャラが変わりながらも写真とネガを朋美から取り返すために朋美を押し倒して「返す」というまでくすぐり続けようとした。
彩京 朋美（さいきょう ともみ）
声 - 川澄綾子
本作のヒロインの一人。白麗陵学院高等部1-C上育科所属。肩にかかる程の薄墨色の髪とアーモンド型の大きな目を持つ美少女。旧姓：鈴橋。秋晴の幼馴染。幼少の頃は、ガキ大将的な存在で、秋春にトラウマを植え付けまくっていたが、母親の再婚で庶民から世界有数の大企業の令嬢になった。
成績は、学年主席。普段は上品かつ品行方正に振る舞うが、内心は腹黒い。非常に勝気で秀才肌だが、決して表に出さない。趣味は陰謀を張り巡らせることと読書。寝起きは非常に悪く、その醜態は決して他人には見せられないとのこと。たまに、自分にとって気が合わない人物に対しては遠まわしに嫌味を言う。
秋晴には好意を抱いているが、恋愛事をゲーム感覚にとらえているような部分もあったためか、当初はそれが友人としての好意か恋愛感情かは量りかねていた。しかし現在では、そんな判断がつかないくらい好きという気持ちがあふれてきてしまっている。
第8巻でセルニア相手に本人も何かは分かっていないが、「絶対に譲れない物が出来た時には、自分から動くことにします。遊びも、余裕ぶった態度も、一切も抜きにして」と宣戦布告した。
セルニア＝伊織＝フレイムハート（Sernia Iori Flameheart）
声 - 中原麻衣
本作のヒロインの一人。白麗陵学院高等部1-C上育科所属。イギリスの「紅き羽根の水鳥」の紋章を持つ名門貴族の直系筋にあたる日英クォーター。結構な努力家だが、白鳥のごとき生き様を目指しているので表には出さず、常に高貴な佇まいを目指しているものの、空回り気味。
容姿端麗だが、特に特徴的な大型縦ロールの金髪を秋晴にしょっちゅう「ドリル」呼ばわりされては激怒している。自分でも外見の良さは自覚しているが、酔った秋晴に外見を純粋に褒められかなりあがっていた。また秋晴にいつも突っかかっているが朋美との仲を見て苛々したり実習で水蘭と話すのを見てムッとする等、自覚は薄いが好意を抱いている様子が見て取れる。第10巻で教室でクラスメイトが見ている前で秋晴をデートに誘う。そのデートで秋晴の事を嫌いなまま好きになっている事を自覚する。第12巻にて秋晴との諍いの際、思わず本音を漏らして誤魔化そうとしたが、私らしくない、先月の失敗（クリスマスの従育科試験のダンスパートナーに成り損ねた）から正式に秋晴に「告白」した（但し、秋晴の事を嫌いな気持ちも同居しているので激怒しながらではあるが）。
第3巻では海で溺れた自分を助けてくれた秋晴にキスをするなど、少しは乙女チックな一面も。
体育祭後、秋晴のことを名前で呼ぶようになる。また秋晴との絡みは朋美よりも多く、実質メインヒロインのような扱いになっている。

### 白麗陵学院関係者

#### 上育科生徒
桜沢 みみな（おうさわ みみな）
声 - 日高里菜
白麗陵学院高等部2-A上育科所属。かつて心臓の病気で進学が遅れていた為、現在は19歳。但し、外見は小学生にしか見えず、一人称の「みみな」を初め言動も幼い為、秋晴も年上の保護者のような態度で彼女と接することが多い。雑誌の特集を組まれる程の画才に恵まれ、自身も絵を描く事は大好きであるものの、周囲の期待をプレッシャーに感じていたが、秋晴の助言を受けて立ち直った後は、彼に好意を抱いており、それを自覚している様子。一部で「合法ロリータ」と呼ばれている 。
鳳 水蘭（ふぉう すいらん）
声 - 早見沙織
客家と華僑の混在組織の長老の孫娘。白麗陵学院高等部1-A上育科所属。長身の眼鏡っ娘。内気だが心優しい性格で、男性が若干苦手。上育科の令嬢の中でも比較的常識人と目されているが、刃物を持つと性格が豹変し、不審者に間違われた秋晴に青竜刀で斬りかかったこともある。セルニアとは仲が良く、敬称を付けずに呼ぶほど。一緒にいることも多い。趣味は武芸と絵本集め。
第8巻で行われたミス白麗陵コンテストにおいて、初代ミス白麗陵になった、しかし朋美が言うには会場にいた親族の票がかなりの数でまず勝てないらしい。
四季鏡 沙織（しきかがみ さおり）
声 - 後藤邑子
早苗の姉。白麗陵学院高等部3-C上育科所属。美少女が多い白麗陵学院の中でも、「世界レベル」と称される程のトップクラスの美少女。彼女がミス白麗陵コンテストにエントリーした際は、勝ち目無しと見て10人ほどが棄権する事態になった。但し、痴呆に近い天然ボケで、頭は悪くその行動は妹共々間抜けそのもの。本人は無自覚であるが、いきなり服が脱げたり自分から脱いだりすることが多々ある。
実家は没落したが高等部上育科は3年間の授業料全額先払いのため没落しても上育科にいる。実家のために資産家に嫁ごうとしたが早苗の説得を受けてやめた。その後、セルニアの計らいで週末モデルの仕事をしている模様。第11巻では、デビューから半年足らずで既に世界的に有名になっている模様。ちょくちょく早苗にろくでもないことを吹き込んだりしている。
自室では、裸で過ごしているらしい。
アイシェ＝ハディム（Ayse Khadim）
声 - 花澤香菜
中東某国からの留学生。白麗陵学院高等部2-A上育科所属。アーフラム教という宗教の敬虔な信者。上育科であるため、実家は世界でも有数の大富豪であるらしい。
偶然、秋晴に裸を見られた事から宗教上の理由で婚姻を迫る。偶発的な事故だったため婚姻を取り消すこともできるのだが、そもそもその偶発的な事故が起きたこと自体が天文学的確率であるため、それに「運命を感じた」との事で彼と結婚する気持ちに変わりは無いようである。
薫に裸を見られた時は本気で自決しようとした。
ヘディエ（Hedyeh）
声 - 戸松遥
アーフラム教を狂信するアイシェの侍女。白麗陵学院高等部2-A上育科所属。常に主人に付き従い、彼女の世話をする。戒律のため、アイシェの肌を見た秋晴を殺そうとしたり、また主人の自殺を止めようとしないどころかそれを推奨する等、戒律を盲信したが故の行動は人間としては決して正しいものではない。
彼女にとってアイシェ以外は塵芥と同じであり、主人の伴侶候補である秋晴に対しても痛烈な罵倒を放ち度々殺害しようとする上、アイシェの意にそぐわない行動を取ろうとすると凶器を突きつけて脅迫したりする。しかしこの態度は、秋晴がアイシェと結婚して立場が逆になった場合にそれを返済されるのだが、そのことも織り込み済みで行なっている。
秋晴に何故結婚しないのかを尋ねた際、「中途半端なままそんな事は出来ない」と発言を受け鼻で笑ってはいるが志は認めている（？）模様。
ピナ＝スフォルムクラン＝エストー（Pina Sformklan Estor）
声 - 後藤麻衣
北欧の小さな島国・スフォル王国の第一王女。白麗陵学院中等部3-B所属。銀髪のツインテールで、頭にティアラを乗せている。
日本のアニメなどをこよなく愛するオタクであり、その為に漫画チックな言葉遣いをしている。一人称は「妾」であり、口癖として語尾に「…じゃ」を付けて放すが、これが趣味を意識したものなのか素なのかは不明。魔法少女アニメ「マジカルディーバ」の大ファンであり、頻繁にコスプレをしたり同人誌製作を計画したりするほど気に入っている。
彼女曰く、一年の3分の1ほどの期間を雪に閉ざされるスフォル王国ではアニメなどのメディアが娯楽として大人気であり、日本語の通訳が務まるレベルの若者が非常に多いとされる。
スフォル国民は秋葉原の常連であり、ピナも秋葉原の店主に出身国名を当てられた。またその店は王国の前大臣が常連であり店内に写真が飾ってあり、店主に自らを有名人と言っていた。しかしピナが秋葉原に行ったのはその時が初めて（理由は従者を含め正気を保っていられる自信がなかった）。
秋晴に対しては朋美やみみな、楓と引き合わせてくれた恩人であり、自分の趣味にも付き合ってくれることから、結構な好意を感じている。そのためか、秋晴の卒業後は執事(家来)として雇う発言をしている。
風祭 灯一朗（かざまつり とういちろう）
声 - 川田紳司
上育科唯一の男子生徒。白麗陵学院高等部1-A上育科所属。作中随一の異常者。尚「灯一郎」は自称で、本名は大吉（だいきち）。常に満輪の花をバックに登場し、必ずと行って良い程高い場所に立って現れ、目立つことにかけては命を張る究極の目立ちたがり屋にして最強の構ってちゃん。自分の口上に酔って服を脱ぎだす等、異常なまでのナルシストだが、運動神経は抜群で頭も良い為余計悪質である。学園でスポットライトを浴びるのは常に自分にと考えている為、色々と噂になっていて目立つ秋晴の前に度々現れては度々長ったらしく無意味な講釈を垂れ流す。
その性格故に秋晴や朋美等の健常者からは常々奇異の目で見られているが、そんな彼に魅せられて信奉する女子生徒が多い事も事実である。ちなみに、別名を使っているが尊敬する祖父がつけた本名が嫌いなわけではなく、「灯一朗」とは自分で模索して見つけた「魂の名前」らしい。

#### 従育科生徒
大地 薫（だいち かおる）
声 - 釘宮理恵
秋晴のルームメイトで、実家は忍者の家系。白麗陵学院高等部1-C従育科所属。実は女性で、父親の決めた進路に反発して父親から自分で進路を決める条件に男として白麗陵を卒業するように言い渡され、男装して従育科に入学した。
幼い頃から山奥の祖父の家で育てられた為に、人と話すこと自体慣れていない。特に男性に対しては過剰に反応する。秋晴と組み手をした際に発覚し色々訓練してある程度までは耐えられるようになったが、取り押さえることが目的の組み手の授業で「触らなければ恥ずかしい思いをすることはない」という考えから相手だった轟を気絶させるという発展を遂げた。
普段は女であることを隠す為サラシを巻いているが、秋晴が自身の上半身裸を見ても女と気付かなかった程の無乳である。成績は主席を誇り、運動神経は男子よりも非常に高く、料理の腕前も優秀。
最初は秋晴のことを避けていたが次第に興味を持つようになる。秋晴が他の女性とデートに行くのを気にしたり、秋晴から女として見られないのを寂しく思ったりと彼のことが気になっている様子。秋晴とのダブルデートの際、岡に自らが持つ秋晴への好意を気付かされる。好意に気付いてからは苦悩に見舞われ、12巻ではいつか絶対に告白することを誓う。
私服の数は少なくしかもかなり地味で似通っているらしい。そのため、休日に秋晴や満らと街へと繰り出しコーディネートされた。
三家 満（さんけ みつる）
声 - 藤村歩
白麗陵学院高等部1-B従育科所属。童顔で小柄であり、上育科を含めた異性に割と人気がある。実家は旅館を営んでおり、本人も料理やアイロンがけを得意とする家庭的な性格。実家の旅館に通っていた芸者を見よう見真似で真似てか、日本舞踊ができる。
女装すると薫や他の女子生徒を上回る程の美少女となり、そのせいで灯一朗に言い寄られるほどだが本人は男らしさに憧れている。要するに男の娘という奴である。
あだ名は三家をもじった「ミケ」。
轟 慎吾（とどろき しんご）
声 - 川上貴史
白麗陵学院高等部1-B従育科所属。伊達メガネ（本人曰くキャラ立てのため）にオールバック、似非関西弁（出身地は茨城県）と目立つキャラを意図的に作っている。
常時煩悩エネルギーからくる下心丸出しの言動が特徴であり、従育科に進んだのも「美人なお嬢様に見初められ、可愛いメイド達にも愛されまくる『己の楽園』を夢見て」という筋金入りの変態であり、男女問わず壮絶に嫌われているが、その思考にはまだ人間らしさが残されている為ヘディエや灯一郎程破綻した性格ではない。
身体能力は高く紅茶の淹れ方も完璧で、従育科の成績も優秀（大地に次ぐ2位）、しかし普段の言動で全て帳消しにしている。それにより周囲から制裁を受ける事に慣れている為か、土下座を特技として挙げる上、深閑や秋晴から強烈な折檻を受けても平気で立ち上がる程の回復力を持つ。
従育科の定期試験には相手がいないという理由で不参加が多く、深閑に警告されたためセルニアと秋晴の協力を得てお情けで参加、その後は自力で相手を探して参加している。
四季鏡 早苗（しきかがみ さなえ）
声 - 小清水亜美
白麗陵学院高等部1-A従育科所属。中等部までは姉と同じく上育科に通っていたが、実家が没落した為、高等部からは従育科へ編入した。
かなりの間抜けで、しょっちゅうドジを踏んでは秋晴の周囲に何かと被害をもたらし、器物損壊は当たり前、時として建物一つを倒壊寸前に追い込むこともある。立派なメイドになって家族を養い、ひいては没落した家を再興しようと息巻いてはいるものの成果はまるで上がっていない。
姉から余計なことを吹き込まれた結果、自分は秋晴に好意的な感情を抱いていると思い込んでいるが、それは所詮勘違いである。もっとも、最初は成績下位に居た秋晴が努力で中位程度になったことや、失敗しそうになる自分をフォローしてくれることに、尊敬や感謝はしている。

#### 教員
深閑（みかん）
声 - 佐久間紅美
従育科教師長、兼理事長補佐。長身で眼鏡のクールビューティー。幼稚舎の頃から白麗陵学院に通っていた。当時理事長であった楓の祖母に感銘を受け、人の補佐をする仕事を目指してこの道に入る。極めて有能である故に、毎回楓のフォローをさせられている苦労人。特技はコンクリート製の壁にも深く刺さる万年筆投げ。感情や疲労が顔に出にくいため、表情からそれを読み取ることは難しい。そのため、機嫌が悪いと目を細め怒るためかなり怖い。眼光は鋭く氷のようで周りの温度が下がるように感じるためか生徒達から「冷凍みかん」と呼ばれている。
秋晴の面接時に「人の役に立つ職業に就く」ことに嘘偽りがない事を判断し編入を許可した。容姿で人を判断しないタイプ(ただし身だしなみには厳しい)で秋晴には髪の色や安全ピンは自分で止める時を決めると言っている。温室培養のお嬢様連中に耐性をつけさせるためでもあるらしい。
実は外国に山を所有するほどの金持ち。楓のメイドをしているためかそういったパーティーなどには出席していない。
同じ苦労人タイプの秋晴に、こっそり好感を寄せているらしい。
天壌慈 楓（てんじょうじ かえで）
声 - 伊瀬茉莉也
理事長兼用務員。一番暇そうだったからという理由で前理事長から指名され、事務員兼理事長をしている、所謂「駄目な大人」。BL系の小説、ゲームを好む腐女子で、仕事中であってもパソコンで遊んでいることがある。深閑とは高等部の同級生。白麗陵在学中には同性に人気のあった深閑の私物を貰っては後輩に配っていた。
オタクのピナとは立場を越えた友人同士。

### 主要登場人物の血縁者
日野 棗（ひの なつめ）
秋晴の従姉。同い年だが、誕生月が若干早い。秋晴の両親が他界した後引き取られた叔父夫婦の娘。ごく普通の高校生で、その表裏のない天真爛漫な性格から学校での人気は高い模様。
たまに男子生徒から告白を受けたりもするようだが、本人は初恋の相手である秋晴を一途に想っている。
両親が遺産目当てで秋晴を引き取ったことには気付いていない。
彩京 美佳子（さいきょう みかこ）
朋美の母親。歯科医。秋晴の語られたくない過去をバラす等、娘・朋美に似て腹黒く、娘には苦手に思われている。
初見の患者には麻酔無しで治療を行い、デンタルケアの重要性を無理矢理にでも認識させる。
現在の夫とは、歯の治療をしたことが縁で再婚した。

## 用語
白麗陵学院（はくれいりょうがくいん）
本作の舞台となる名門校。元は女子校だった。上流階級の生徒が集まる上育科と使用人を養成する従育科が設けられている。
入学試験は簡単な形式で、理事長の好み（ギャルゲーのネタとして）で決まっている模様。

## 既刊一覧

### 小説
| 巻数 | 発売日         | ISBN              |
| ---- | -------------- | ----------------- |
| 1    | 2006年9月10日  | 4-8402-3559-7     |
| 2    | 2007年1月10日  | 978-4-8402-3687-4 |
| 3    | 2007年5月10日  | 978-4-8402-3841-0 |
| 4    | 2007年8月10日  | 978-4-8402-3941-7 |
| 5    | 2007年12月10日 | 978-4-8402-4121-2 |
| 6    | 2008年4月10日  | 978-4-04-867017-3 |
| 7    | 2008年9月10日  | 978-4-04-867216-0 |
| 8    | 2009年4月10日  | 978-4-04-867765-3 |
| 9    | 2009年9月10日  | 978-4-04-868011-0 |
| 10   | 2010年1月10日  | 978-4-04-868274-9 |
| 11   | 2010年3月10日  | 978-4-04-868394-4 |
| 12   | 2011年5月10日  | 978-4-04-870489-2 |
| 13   | 2012年3月10日  | 978-4-04-886372-8 |

### 漫画
| 巻数 | 発売日         | ISBN              |
| ---- | -------------- | ----------------- |
| 1    | 2009年12月18日 | 978-4-04-868296-1 |

## ドラマCD
MNCA-9031

リリース：2009年8月20日

販売・発売：アスキー・メディアワークス

ジャケットはトールスリーブ。

### 収録内容
ピナとみみなのオープニング（4分48秒）
オーディオドラマ第一話（11分57秒）
オーディオドラマ第二話（33分22秒）
番外編・深閑の気苦労な日常（6分56秒）
オーディオドラマ第三話（11分56秒）

### 封入物
ドラマCD（約60分）・上月司書きおろし小冊子・リーフレット・『れでぃ×ばと!』秘密のラフ画集mini・ポストカードセット

## テレビアニメ
2009年9月にテレビアニメ化が発表され、2010年1月から3月までAT-X他にて放送された。

### スタッフ
- 原作 - 上月司（電撃文庫刊）[4]
- キャラクター原案 - むにゅう[4]
- 監督 - 大槻敦史[4]
- シリーズ構成 - 玉井☆豪[4]
- キャラクターデザイン・総作画監督 - 高見明男[38]
- プロップデザイン - 鶴窪久子[38]
- 美術デザイン - 青木薫[38]
- 色彩設定 - 松岡珠江[38]
- 美術監督 - 木下了香[38]
- 撮影監督 - 中田智之[38]
- 編集 - 坂本久美子[38]
- 音響監督 - 明田川仁[38]
- 音楽 - 羽岡佳[38]
- 音楽プロデューサー - 小池克実[38]
- プロデューサー - 中山信宏[38]、三木一馬[38]、藤田敏[38]、伊藤善之[38]、武智恒雄[38]、杉浦淳[38]
- プロデュース - 川瀬浩平[38]、小山直子[38]、千野孝敏[38]
- アニメーション制作 - XEBEC[4]
- 製作 - 「れでぃ×ばと!」製作委員会（ジェネオン・ユニバーサル・エンターテイメント、アスキー・メディアワークス、AT-X、ランティス、クロックワークス、NECビッグローブ、XEBEC）

### 主題歌
オープニングテーマ「LOVE × HEAVEN」
作詞 - 畑亜貴 / 作曲 - 田代智一 / 編曲 - 安藤高弘
歌 - 彩京朋美（川澄綾子）、セルニア=伊織=フレイムハート（中原麻衣）、大地薫（釘宮理恵）、四季鏡早苗（小清水亜美）
エンディングテーマ「my starry boy」
作詞 - こだまさおり / 作曲 - 小松寛史 / 編曲 - 渡辺和紀
歌 - 中原麻衣

### 各話リスト
| 話数     | サブタイトル          | 脚本     | 絵コンテ     | 演出     | 作画監督                     |
| -------- | --------------------- | -------- | ------------ | -------- | ---------------------------- |
| ROUND 1  | ぼーい×れでぃ         | 玉井☆豪  | 大槻敦史     | 黒田幸生 | 高見明男                     |
| ROUND 2  | れでぃ×れでぃ！       | 玉井☆豪  | 上坪亮樹     | 上坪亮樹 | 長屋侑利子                   |
| ROUND 3  | かーど×れでぃ？       | 服藤泰如 | 依田正彦     | 長利慶   | 三宅雄一郎 亀井大祐          |
| ROUND 4  | れでぃ×ばーじん？     | 山田靖智 | 所俊克       | 小林浩輔 | 小島智加 平山英嗣            |
| ROUND 5  | れでぃ×れでぃ!!       | 玉井☆豪  | みなみはるか | 黒田幸生 | 世良悠子 高見明男            |
| ROUND 6  | しーくれっと×ぼーい？ | 山田靖智 | 吉川博明     | 星野真   | ウエタミノル                 |
| ROUND 7  | れでぃ×まじかる       | 服藤泰如 | 中村里美     | 中村里美 | 山本真嗣                     |
| ROUND 8  | さまー×すきゃんだる   | 山田靖智 | 上坪亮樹     | 上坪亮樹 | 長屋侑利子                   |
| ROUND 9  | でーと？×ちぇいす！   | 玉井☆豪  | 森かい       | 黒田幸生 | 世良悠子                     |
| ROUND 10 | らぶれたー×らぷそでぃ | 山田靖智 | 杉山慶一     | 星野真   | ウエタミノル 滝山真哲        |
| ROUND 11 | れでぃ×れでぃ!!!      | 玉井☆豪  | うえだしげる | 柳瀬雄之 | 小島智加 渡辺るりこ 平山英嗣 |
| ROUND 12 | れでぃ×ばとる！       | 玉井☆豪  | 大槻敦史     | 中村里美 | 世良悠子 滝山真哲            |

### 放送局
| 放送地域 | 放送局             | 放送期間                | 放送日時                 | 放送区分   | 備考                                             |
| -------- | ------------------ | ----------------------- | ------------------------ | ---------- | ------------------------------------------------ |
| 日本全域 | AT-X               | 2010年1月5日 - 3月23日  | 火曜 22時00分 - 22時30分 | CS放送     | 製作委員会参加 視聴年齢制限あり リピート放送あり |
| 日本全域 | アニメワン         | 2010年1月5日 - 3月23日  | 火曜 22時00分 - 22時30分 | ネット配信 | 放送連動ストリーミング生配信                     |
| 日本全域 | アニメワン         | 2010年1月8日 - 3月26日  | 金曜 17:00更新           | ネット配信 | 放送連動オンデマンド配信 最新話1週間限定無料     |
| 日本全域 | バンダイチャンネル | 2010年1月12日 - 3月30日 | 火曜 12:00更新           | ネット配信 | 放送連動オンデマンド配信 最新話1週間限定無料     |

### BD / DVD
| 巻 | 発売日        | 収録話          | 規格品番  | 規格品番  | 規格品番  | 規格品番  |
| 巻 | 発売日        | 収録話          | 限定版BD  | 通常版BD  | 限定版DVD | 通常版DVD |
| -- | ------------- | --------------- | --------- | --------- | --------- | --------- |
| 1  | 2010年3月26日 | 第1話 - 第2話   | GNXA-1241 | GNXA-1251 | GNBA-1661 | GNBA-1671 |
| 2  | 2010年4月28日 | 第3話 - 第4話   | GNXA-1242 | GNXA-1252 | GNBA-1662 | GNBA-1672 |
| 3  | 2010年5月28日 | 第5話 - 第6話   | GNXA-1243 | GNXA-1253 | GNBA-1663 | GNBA-1673 |
| 4  | 2010年6月25日 | 第7話 - 第8話   | GNXA-1244 | GNXA-1254 | GNBA-1664 | GNBA-1674 |
| 5  | 2010年7月30日 | 第9話 - 第10話  | GNXA-1245 | GNXA-1255 | GNBA-1665 | GNBA-1675 |
| 6  | 2010年8月27日 | 第11話 - 第12話 | GNXA-1246 | GNXA-1256 | GNBA-1666 | GNBA-1676 |

#### 映像特典
オマケアニメ『れでぃ×ばとる!』
DVD&Blu-ray収録の映像特典で、登場キャラがセクシーアピールバトルをする。第1巻は朋美&セルニア編、第2巻は早苗&沙織編、第3巻はピナ&みみな編、第4巻はアイシェ&ヘディエ編、第5巻は大地&鳳編、第6巻はオールキャスト編。
『れでぃ×ばと! みゅーじっくくりっぷ』
第1巻予約先着外付け特典『れでぃ×ばと!スペシャルDVD』収録映像特典。女性や子どもは立ち入り禁止、あくまで○○歳禁止作品だったらという実験、と前置きする内容。

### WEBラジオ

#### 麻衣と茉莉也のらじ×ばと!
2009年9月28日よりアニメ公式サイト内にて放送開始。
メインパーソナリティにピナ=スフォルムクラン=エストー役の後藤麻衣、天壌慈楓役の伊瀬茉莉也を迎え毎週月曜日（第5回までは隔週月曜日）に更新されていた。
コーナー
- ふつおたっ!
- あるあるあ〜るね!
- ダメですが…何か?
- 知ってるもんだい!
- イメージャーランド!!
- グッギャッ

ゲスト
- #14 中原麻衣
- #17 興津和幸
- #28,29 川田紳司
- #31 上月司、五十嵐雄策、川瀬浩平

公開録音、出張版
- 電撃キャラクターフェスティバル2009 幕張メッセ 9・10ホール、2009年10月4日収録
- 明治大学 和泉キャンパス 第一校舎303教室、2009年11月3日収録
- 電撃ジェネオン祭りGENESIS ヴェルサール秋葉原、2010年1月24日

テーマソング
- 「嵐を呼ぶパーティなう」（第01回-）
  - 歌：天壌慈楓、ピナ=スフォルムクラン=エストー（伊瀬茉莉也、後藤麻衣）

## モバイル
2008年よりアスキー・メディアワークスの電撃文庫の電撃モバイルでミニゲームの利用が可能。
2010年2月1日よりゲーマーズモバイル・アニメ&ゲームきせかえにて場面写真などが配信。2012年4月13日より嫁コレにて「れでぃ×ばと!」の育成ボイスカードが提供。

## 関連CD
| タイトル                                                   | ジャンル                    | リリース      |
| ---------------------------------------------------------- | --------------------------- | ------------- |
| れでぃ×ばと! キャラクターファイル Vol.1                    | キャラクターソング ドラマCD | 2010年3月10日 |
| れでぃ×ばと! キャラクターファイル Vol.2 大地 薫×四季鏡早苗 | キャラクターソング ドラマCD | 2010年3月25日 |
| Ladies Versus Butlers OST                                  | サウンドトラック            | 2010年4月7日  |
| れでぃ×えくすとら                                          | ドラマCD                    | 2010年5月26日 |

### オープニングテーマ
2010年1月27日にMellow Headから発売されたシングル。表題曲「LOVE × HEAVEN」は、テレビアニメ『れでぃ×ばと!』のオープニングテーマになっており、同作品のヒロイン・川澄綾子、中原麻衣、釘宮理恵、小清水亜美が歌っている。カップリングには、アニメ公式サイト内で放送のインターネットラジオ『麻衣と茉莉也のらじ×ばと!』のテーマソングで、同番組のパーソナリティーを務める後藤麻衣と伊瀬茉莉也が歌う「嵐を呼ぶパーティーなう」が収録されている。
収録曲
全作詞:畑亜貴
1. LOVE × HEAVEN [3:47] 
作曲:田代智一、編曲:安藤高弘
  - AT-X他放送テレビアニメ『れでぃ×ばと!』オープニングテーマ
2. 嵐を呼ぶパーティーなう [3:34] 
作曲・編曲:高田暁
  - インターネットラジオ『麻衣と茉莉也のらじ×ばと!』テーマソング
3. LOVE × HEAVEN（off vocal）
4. 嵐を呼ぶパーティーなう（off vocal）

### れでぃ×ばと! キャラクターファイル
2010年3月10日からGloryHeavenより発売、MellowHeadより販売された一連のシングルシリーズ。テレビアニメ『れでぃ×ばと! 』のキャラクターソングシリーズ。全2タイトル。Vol.1が2010年3月10日に、Vol.2が2010年3月25日にリリースされた。キャラクターソング2人分2曲と、それぞれのミニドラマが収録されている。ジャケットイラストは、それぞれが上下逆向きに描かれている。作詞は全曲ともゆうまおが手掛けている。

#### Vol.1
収録曲
（全作詞：ゆうまお）
1. 告白〜朋美の場合〜 [2:42]
2. イタズラ TEA TIME[3:57]
作曲：浅野高弘、編曲：戸田章世
3. 告白〜セルニアの場合〜 [3:16]
4. きゅんきゅんドリルドール [4:37]
作曲：ゆうまお、編曲：佐々木裕
5. イタズラ TEA TIME（off vocal）
6. きゅんきゅんドリルドール（off vocal）

#### Vol.2
収録曲
（全作詞：ゆうまお）
1. 告白〜大地の場合〜 [3:55]
2. Miss Match [3:54]
作曲：ゆうまお、編曲：戸田章世
3. 告白〜早苗の場合〜 [3:37]
4. フルフルぷりん [3:35]
作曲・編曲：浅野高弘
5. Miss Match（off vocal）
6. フルフルぷりん（off vocal）